# Championnats du monde de VTT et de trial 2014
Pour les articles homonymes, voir Trial (homonymie).
Navigation
Pietermaritzburg 2013 Vallnord 2015
Les championnats du monde de VTT et de trial 2014 se déroulent à Lillehammer et Hafjell en Norvège du 2 au 7 septembre 2014. Contrairement aux années précédentes, les championnats du monde de four-cross se sont déroulés séparément, à Leogang en Autriche du 12 au 15 juin 2014.

## Cross-country
| Épreuves                                    | Or                                                                     | Or              | Argent                                                               | Argent       | Bronze                                                             | Bronze       |
| ------------------------------------------- | ---------------------------------------------------------------------- | --------------- | -------------------------------------------------------------------- | ------------ | ------------------------------------------------------------------ | ------------ |
| Hommes résultats détaillés                  | Julien Absalon                                                         | 1 h 27 min 06 s | Nino Schurter                                                        | + 1 min 51 s | Marco Aurelio Fontana                                              | + 3 min 28 s |
| Femmes résultats détaillés                  | Catharine Pendrel                                                      | 1 h 31 min 30 s | Irina Kalentieva                                                     | + 21 s       | Lea Davison                                                        | + 43 s       |
| Hommes, moins de 23 ans résultats détaillés | Michiel van der Heijden                                                | 1 h 18 min 40 s | Jordan Sarrou                                                        | + 49 s       | Howard Grotts                                                      | + 1 min 12 s |
| Femmes, moins de 23 ans résultats détaillés | Jolanda Neff                                                           | 1 h 17 min 49 s | Margot Moschetti                                                     | + 1 min 47 s | Linda Indergand                                                    | + 1 min 53 s |
| Hommes, juniors résultats détaillés         | Simon Andreassen                                                       | 1 h 08 min 49 s | Egan Bernal                                                          | + 37 s       | Luca Schwarzbauer                                                  | + 38 s       |
| Femmes, juniors résultats détaillés         | Nicole Koller                                                          | 1 h 06 min 16 s | Malene Degn                                                          | + 1 min 06 s | Sina Frei                                                          | + 1 min 27 s |
| Relais mixte résultats détaillés            | France Jordan Sarrou Hugo Pigeon Pauline Ferrand-Prévot Maxime Marotte | 52 min 02 s     | Suisse Andri Frischknecht Filippo Colombo Jolanda Neff Nino Schurter | + 45 s       | Tchéquie Kryštof Bogar Jan Rajchart Kateřina Nash Jaroslav Kulhavý | + 55 s       |

## Cross-country éliminatoire
| Épreuves                   | Or                 | Argent          | Bronze              |
| -------------------------- | ------------------ | --------------- | ------------------- |
| Hommes résultats détaillés | Fabrice Mels       | Emil Lindgren   | Kévin Miquel        |
| Femmes résultats détaillés | Kathrin Stirnemann | Linda Indergand | Ingrid Bøe Jacobsen |

## Descente
| Épreuves                            | Or              | Or             | Argent           | Argent    | Bronze          | Bronze     |
| ----------------------------------- | --------------- | -------------- | ---------------- | --------- | --------------- | ---------- |
| Hommes résultats détaillés          | Gee Atherton    | 3 min 23.769 s | Josh Bryceland   | + 0.407 s | Troy Brosnan    | + 0.566 s  |
| Femmes résultats détaillés          | Manon Carpenter | 3 min 49.407 s | Rachel Atherton  | + 0.088 s | Tahnée Seagrave | + 3.463 s  |
| Hommes, juniors résultats détaillés | Loris Vergier   | 3 min 29.090 s | Laurie Greenland | + 4.990 s | Jacob Dickson   | + 7.294 s  |
| Femmes, juniors résultats détaillés | Tegan Molloy    | 4 min 16.816 s | Viktoria Gimenez | + 6.225 s | Marine Cabirou  | + 28.314 s |

## Trial
| Épreuves                                      | Or                                                                                         | Or      | Argent                                                                              | Argent  | Bronze                                                                             | Bronze  |
| --------------------------------------------- | ------------------------------------------------------------------------------------------ | ------- | ----------------------------------------------------------------------------------- | ------- | ---------------------------------------------------------------------------------- | ------- |
| Hommes 26 pouces résultats détaillés          | Gilles Coustellier                                                                         | 16 pts  | Aurélien Fontenoy                                                                   | 30 pts  | Kenny Belaey                                                                       | 32 pts  |
| Hommes 20 pouces résultats détaillés          | Benito Ros                                                                                 | 5 pts   | Abel Mustieles                                                                      | 8 pts   | Raphael Pils                                                                       | 24 pts  |
| Femmes résultats détaillés                    | Tatiana Janíčková                                                                          | 4 pts   | Nina Reichenbach                                                                    | 15 pts  | Gemma Abant Condal                                                                 | 18 pts  |
| Hommes, juniors 26 pouces résultats détaillés | Jack Carthy                                                                                | 3 pts   | Sergi Llongueras                                                                    | 10 pts  | Dominik Oswald                                                                     | 22 pts  |
| Hommes, juniors 20 pouces résultats détaillés | Dominik Oswald                                                                             | 5 pts   | Oriol Roca                                                                          | 8 pts   | Alex Rudeau                                                                        | 16 pts  |
| Par équipes                                   | Allemagne Dominik Oswald Raphael Pils Moritz Mettenheimer Hannes Herrmann Nina Reichenbach | 850 pts | France Alex Rudeau Aurélien Fontenoy Nicolas Vallée Vincent Hermance Marion Porcher | 830 pts | Espagne Oriol Roca Abel Mustieles Sergi Llongueras Rafael Tibau Gemma Abant Condal | 820 pts |

## Résultats détaillés

### Cross-country

#### Séniors
| #  | Cycliste               | Pays           |    | Temps           |
| -- | ---------------------- | -------------- | -- | --------------- |
| 1  | Julien Absalon         | France         | en | 1 h 27 min 06 s |
| 2  | Nino Schurter          | Suisse         |    | 1 h 28 min 57 s |
| 3  | Marco Aurelio Fontana  | Italie         |    | 1 h 30 min 34 s |
| 4  | Moritz Milatz          | Allemagne      |    | 1 h 30 min 39 s |
| 5  | Manuel Fumic           | Allemagne      |    | 1 h 30 min 49 s |
| 6  | Sergio Mantecón        | Espagne        |    | 1 h 31 min 02 s |
| 7  | Lukas Flückiger        | Suisse         |    | 1 h 31 min 31 s |
| 8  | Jaroslav Kulhavý       | Tchéquie       |    | 1 h 31 min 39 s |
| 9  | José Antonio Hermida   | Espagne        |    | 1 h 31 min 46 s |
| 10 | Ralph Näf              | Suisse         |    | 1 h 32 min 12 s |
| 11 | Fabian Giger           | Suisse         |    | 1 h 32 min 39 s |
| 12 | Ondřej Cink            | Tchéquie       |    | 1 h 32 min 58 s |
| 13 | Andrea Tiberi          | Italie         |    | 1 h 33 min 06 s |
| 14 | Rudi van Houts         | Pays-Bas       |    | 1 h 33 min 22 s |
| 15 | Derek Zandstra         | Canada         |    | 1 h 33 min 30 s |
| 16 | Carlos Coloma          | Espagne        |    | 1 h 33 min 50 s |
| 17 | Maxime Marotte         | France         |    | 1 h 34 min 36 s |
| 18 | Markus Schulte-Lünzum  | Allemagne      |    | 1 h 34 min 45 s |
| 19 | Mathias Flückiger      | Suisse         |    | 1 h 34 min 57 s |
| 20 | Gerhard Kerschbaumer   | Italie         |    | 1 h 35 min 03 s |
| 21 | Michal Lami            | Slovaquie      |    | 1 h 35 min 24 s |
| 22 | Markus Bauer           | Allemagne      |    | 1 h 35 min 35 s |
| 23 | Hugo Drechou           | France         |    | 1 h 35 min 42 s |
| 24 | Catriel Soto           | Argentine      |    | 1 h 36 min 04 s |
| 25 | Kevin Van Hoovels      | Belgique       |    | 1 h 36 min 13 s |
| 26 | David Valero           | Espagne        |    | 1 h 36 min 17 s |
| 27 | Miguel Martinez        | France         |    | 1 h 36 min 29 s |
| 28 | Stephen Ettinger       | États-Unis     |    | 1 h 36 min 31 s |
| 29 | David Serralheiro Rosa | Portugal       |    | 1 h 36 min 35 s |
| 30 | Hans Becking           | Pays-Bas       |    | 1 h 36 min 38 s |
| 31 | Kohei Yamamoto         | Japon          |    | 1 h 36 min 44 s |
| 32 | Frank Beemer           | Pays-Bas       |    | 1 h 36 min 50 s |
| 33 | Marek Konwa            | Pologne        |    | 1 h 37 min 02 s |
| 34 | Russell Finsterwald    | États-Unis     |    | 1 h 37 min 24 s |
| 35 | Matthias Wengelin      | Suède          |    | 1 h 37 min 33 s |
| 36 | Jan Škarnitzl          | Tchéquie       |    | 1 h 37 min 38 s |
| 37 | Florian Vogel          | Suisse         |    | 1 h 37 min 52 s |
| 38 | Alexander Gehbauer     | Autriche       |    | 1 h 37 min 56 s |
| 39 | Anton Gogolev          | Russie         |    | 1 h 38 min 00 s |
| 40 | Stéphane Tempier       | France         |    | 1 h 38 min 07 s |
| 41 | András Parti           | Hongrie        |    | 1 h 38 min 26 s |
| 42 | Philip Buys            | Afrique du Sud |    | 1 h 38 min 42 s |
| 43 | Anton Sintsov          | Russie         |    | 1 h 39 min 25 s |
| 44 | Todd Wells             | États-Unis     |    |                 |
| 45 | Luca Braidot           | Italie         |    |                 |
| 46 | Shlomi Haimy           | Israël         |    |                 |
| 47 | Martin Haring          | Slovaquie      |    |                 |
| 48 | Evan Guthrie           | Canada         |    |                 |
| 49 | Ruben Scheire          | Belgique       |    |                 |
| 50 | Zsolt Juhasz           | Hongrie        |    |                 |
| 51 | Rotem Ishay            | Israël         |    |                 |
| 52 | Ole Christian Fagerli  | Norvège        |    |                 |
| 53 | Karl Markt             | Autriche       |    |                 |
| 54 | Martin Fanger          | Suisse         |    |                 |
| 55 | Rourke Croeser         | Afrique du Sud |    |                 |
| 56 | Spencer Paxson         | États-Unis     |    |                 |
| 57 | Matiss Preimanis       | Lettonie       |    |                 |
| 58 | Thomas Litscher        | Suisse         |    |                 |
| 59 | Jukka Vastaranta       | Finlande       |    |                 |
| 60 | Kirill Kazantsev       | Kazakhstan     |    |                 |
| 61 | Ola Kjören             | Norvège        |    |                 |
| 62 | Christian Helmig       | Luxembourg     |    |                 |
| 63 | Daniele Braidot        | Italie         |    |                 |
| 64 | Raphaël Gagné          | Canada         |    |                 |
| 65 | Wang Zhen              | Chine          |    |                 |
| 66 | Martin Gluth           | Allemagne      |    |                 |
| 67 | Ricardo Pscheidt       | Brésil         |    |                 |
| 68 | Paolo Montoya Cantillo | Costa Rica     |    |                 |
| 69 | Simon Gegenheimer      | Allemagne      |    |                 |
| 70 | Jan Nesvadba           | Tchéquie       |    |                 |
| 71 | Ignacio Torres         | Mexique        |    |                 |
| 72 | Dario Gasco            | Argentine      |    |                 |
| 73 | Marco Escarcega        | Mexique        |    |                 |
| 74 | Seiya Hirano           | Japon          |    |                 |
| 75 | Ryo Saito              | Japon          |    |                 |
| 76 | Geoff Kabush           | Canada         |    |                 |
| 77 | Tudor Oprea Ovidiu     | Roumanie       |    |                 |
| 78 | Artyom Golovaschenko   | Kazakhstan     |    |                 |
| 79 | Rubens Valeriano       | Brésil         |    |                 |
| 80 | José Juan Escarcega    | Mexique        |    |                 |
| 81 | Abdülkadir Kelleci     | Turquie        |    |                 |
| 82 | Mário Miranda Costa    | Portugal       |    |                 |
| 83 | Miguel Valadez         | Mexique        |    |                 |
| 84 | Sherman De Paiva       | Brésil         |    |                 |
| 85 | Pablo Voigt Rodriguez  | Mexique        |    |                 |
| 86 | Johan Stroemberg       | Norvège        |    |                 |
| 87 | Lucian Logigan         | Roumanie       |    |                 |
| 88 | Miha Halzer            | Slovénie       |    |                 |
| 89 | Periklís Ilías         | Grèce          |    |                 |
| 90 | Bayram Eroglu          | Turquie        |    |                 |
| 91 | Motoshi Kadota         | Japon          |    |                 |
| 92 | Oskars Muiznieks       | Lettonie       |    |                 |
| 93 | Elia Silvestri         | Italie         |    |                 |
| 94 | George-Vlad Sabau      | Roumanie       |    |                 |
| 95 | Paul van der Ploeg     | Australie      |    |                 |

| #  | Cycliste                    | Pays             |    | Temps           |
| -- | --------------------------- | ---------------- | -- | --------------- |
| 1  | Catharine Pendrel           | Canada           | en | 1 h 31 min 30 s |
| 2  | Irina Kalentieva            | Russie           |    | 1 h 31 min 51 s |
| 3  | Lea Davison                 | États-Unis       |    | 1 h 32 min 13 s |
| 4  | Tanja Žakelj                | Slovénie         |    | 1 h 32 min 42 s |
| 5  | Blaža Klemenčič             | Slovénie         |    | 1 h 33 min 16 s |
| 6  | Emily Batty                 | Canada           |    | 1 h 33 min 39 s |
| 7  | Maja Włoszczowska           | Pologne          |    | 1 h 33 min 42 s |
| 8  | Sabine Spitz                | Allemagne        |    | 1 h 34 min 35 s |
| 9  | Gunn-Rita Dahle Flesjå      | Norvège          |    | 1 h 34 min 50 s |
| 10 | Julie Bresset               | France           |    | 1 h 34 min 56 s |
| 11 | Eva Lechner                 | Italie           |    | 1 h 35 min 42 s |
| 12 | Annie Last                  | Royaume-Uni      |    | 1 h 35 min 47 s |
| 13 | Ekateryna Anoshina          | Russie           |    | 1 h 36 min 28 s |
| 14 | Daniela Campuzano           | Mexique          |    | 1 h 37 min 07 s |
| 15 | Rebecca Henderson           | Australie        |    | 1 h 37 min 16 s |
| 16 | Anna Szafraniec             | Pologne          |    | 1 h 37 min 23 s |
| 17 | Lene Byberg                 | Norvège          |    | 1 h 37 min 40 s |
| 18 | Annika Langvad              | Danemark         |    | 1 h 38 min 04 s |
| 19 | Katarzyna Solus-Miśkowicz   | Pologne          |    | 1 h 38 min 38 s |
| 20 | Githa Michiels              | Belgique         |    | 1 h 38 min 53 s |
| 21 | Kateřina Nash               | Tchéquie         |    | 1 h 39 min 30 s |
| 22 | Shi Qinglan                 | Chine            |    | 1 h 40 min 20 s |
| 23 | Janka Keseg Števková        | Slovaquie        |    | 1 h 40 min 37 s |
| 24 | Georgia Gould               | États-Unis       |    | 1 h 40 min 45 s |
| 25 | Kate Fluker                 | Nouvelle-Zélande |    | 1 h 40 min 56 s |
| 26 | Esther Süss                 | Suisse           |    | 1 h 40 min 59 s |
| 27 | Katrin Leumann              | Suisse           |    | 1 h 41 min 07 s |
| 28 | Nina Wrobel                 | Allemagne        |    | 1 h 41 min 07 s |
| 29 | Alice Pirard                | Belgique         |    | 1 h 41 min 41 s |
| 30 | Elisabeth Osl               | Autriche         |    | 1 h 42 min 33 s |
| 31 | Chloe Woodruff              | États-Unis       |    | 1 h 42 min 47 s |
| 32 | Heidi Rosasen Sandsto       | Norvège          |    | 1 h 42 min 51 s |
| 33 | Ren Chengyuan               | Chine            |    | 1 h 42 min 59 s |
| 34 | Sandra Walter               | Canada           |    | 1 h 43 min 03 s |
| 35 | Tereza Huříková             | Tchéquie         |    | 1 h 43 min 20 s |
| 36 | Serena Calvetti             | Italie           |    | 1 h 44 min 01 s |
| 37 | Raiza Goulão                | Brésil           |    | 1 h 44 min 10 s |
| 38 | Erin Huck                   | États-Unis       |    | 1 h 44 min 20 s |
| 39 | Kathrin Stirnemann          | Suisse           |    | 1 h 44 min 53 s |
| 40 | Agustina Apaza              | Argentine        |    | 1 h 45 min 43 s |
| 41 | Anne Terpstra               | Pays-Bas         |    | 1 h 46 min 12 s |
| 42 | Karla Štěpánová             | Tchéquie         |    |                 |
| 43 | Adriana Rojas               | Costa Rica       |    |                 |
| 44 | Mary McConneloug            | États-Unis       |    |                 |
| 45 | Mikaela Kofman              | Canada           |    |                 |
| 46 | Kajsa Snihs                 | Suède            |    |                 |
| 47 | Laura Morfin Macouzet       | Mexique          |    |                 |
| 48 | Anna Oberparleiter          | Italie           |    |                 |
| 49 | Evelyn Dong                 | États-Unis       |    |                 |
| 50 | Paula Gorycka               | Pologne          |    |                 |
| 51 | Isabella Moreira Lacerda    | Brésil           |    |                 |
| 52 | Lucie Vesela                | Tchéquie         |    |                 |
| 53 | Rocio Rodriguez             | Espagne          |    |                 |
| 54 | Barbara Benkó               | Hongrie          |    |                 |
| 55 | Erika Gramiscelli           | Brésil           |    |                 |
| 56 | Maaris Meier                | Estonie          |    |                 |
| 57 | Jitka Skarnitzlová          | Tchéquie         |    |                 |
| 58 | Alexandra Serrano Rodriguez | Équateur         |    |                 |
| 59 | Sonja Kallio                | Finlande         |    |                 |
| 60 | Eri Yonamine                | Japon            |    |                 |
| 61 | Peta Mullens                | Australie        |    |                 |
| 62 | Elisabeth Sveum             | Norvège          |    |                 |
| 63 | Mio Suemasa                 | Japon            |    |                 |
| 64 | Esra Kurkcu                 | Turquie          |    |                 |

#### Moins de 23 ans
| #  | Cycliste                  | Pays             |    | Temps           |
| -- | ------------------------- | ---------------- | -- | --------------- |
| 1  | Michiel van der Heijden   | Pays-Bas         | en | 1 h 18 min 40 s |
| 2  | Jordan Sarrou             | France           |    | 1 h 19 min 29 s |
| 3  | Howard Grotts             | États-Unis       |    | 1 h 19 min 52 s |
| 4  | Jan Vastl                 | Tchéquie         |    | 1 h 20 min 08 s |
| 5  | Grant Ferguson            | Royaume-Uni      |    | 1 h 20 min 19 s |
| 6  | Anton Cooper              | Nouvelle-Zélande |    | 1 h 20 min 36 s |
| 7  | Julian Schelb             | Allemagne        |    | 1 h 21 min 08 s |
| 8  | Leandre Bouchard          | Canada           |    | 1 h 21 min 15 s |
| 9  | Andri Frischknecht        | Suisse           |    | 1 h 21 min 36 s |
| 10 | James Reid                | Afrique du Sud   |    | 1 h 21 min 56 s |
| 11 | Gregor Raggl              | Autriche         |    | 1 h 22 min 01 s |
| 12 | Titouan Carod             | France           |    | 1 h 22 min 04 s |
| 13 | Sondre Kristiansen        | Norvège          |    | 1 h 22 min 46 s |
| 14 | Pablo Rodríguez           | Espagne          |    | 1 h 22 min 55 s |
| 15 | Tomáš Paprstka            | Tchéquie         |    | 1 h 22 min 56 s |
| 16 | Kevin Panhuyzen           | Belgique         |    | 1 h 23 min 17 s |
| 17 | Georg Egger               | Allemagne        |    | 1 h 23 min 37 s |
| 18 | Cameron Ivory             | Australie        |    | 1 h 23 min 57 s |
| 19 | Arnis Petersons           | Lettonie         |    | 1 h 24 min 09 s |
| 20 | Victor Koretzky           | France           |    | 1 h 24 min 18 s |
| 21 | Luiz Cocuzzi              | Brésil           |    | 1 h 24 min 22 s |
| 22 | Axel Lindh                | Suède            |    | 1 h 24 min 28 s |
| 23 | Lars Forster              | Suisse           |    | 1 h 24 min 47 s |
| 24 | Fabian Paumann            | Suisse           |    | 1 h 24 min 56 s |
| 25 | Martin Frey               | Allemagne        |    | 1 h 25 min 11 s |
| 26 | Didier Bats               | Belgique         |    | 1 h 25 min 29 s |
| 27 | Florian Chenaux           | Suisse           |    | 1 h 25 min 47 s |
| 28 | Maximilian Vieider        | Italie           |    | 1 h 26 min 07 s |
| 29 | Gioele Bertolini          | Italie           |    | 1 h 26 min 20 s |
| 30 | Raphaël Gay               | France           |    | 1 h 26 min 29 s |
| 31 | Mitchell Bailey           | Canada           |    | 1 h 26 min 49 s |
| 32 | Oleksiy Zavolokin         | Ukraine          |    | 1 h 26 min 51 s |
| 33 | Julien Trarieux           | France           |    | 1 h 26 min 58 s |
| 34 | Louis Bendixen            | Danemark         |    | 1 h 26 min 58 s |
| 35 | Lorenzo Samparisi         | Italie           |    | 1 h 27 min 05 s |
| 36 | Sepp Kuss                 | États-Unis       |    | 1 h 27 min 11 s |
| 37 | Jeff Luyten               | Belgique         |    | 1 h 27 min 27 s |
| 38 | Peter Disera              | Canada           |    | 1 h 27 min 51 s |
| 39 | Andrin Beeli              | Suisse           |    | 1 h 27 min 59 s |
| 40 | Scott Bowden              | Australie        |    | 1 h 28 min 14 s |
| 41 | José Pedro Dias           | Portugal         |    | 1 h 28 min 23 s |
| 42 | Frantisek Lami            | Slovaquie        |    | 1 h 28 min 35 s |
| 43 | Bart De Vocht             | Belgique         |    | 1 h 28 min 39 s |
| 44 | Marcel Guerrini           | Suisse           |    | 1 h 28 min 53 s |
| 45 | Andrea Righettini         | Italie           |    | 1 h 29 min 01 s |
| 46 | Martins Blums             | Lettonie         |    | 1 h 29 min 05 s |
| 47 | Iain Paton                | Royaume-Uni      |    | 1 h 29 min 25 s |
| 48 | Gregor Krajnc             | Slovénie         |    | 1 h 29 min 31 s |
| 49 | Chris Hamilton            | Australie        |    | 1 h 29 min 40 s |
| 50 | Gert Heyns                | Afrique du Sud   |    | 1 h 30 min 18 s |
| 51 | Andrey Fonseca            | Costa Rica       |    | 1 h 30 min 40 s |
| 52 | Pavel Skalicky            | Tchéquie         |    | 1 h 31 min 32 s |
| 53 | Edvard Vea Iversen        | Norvège          |    | 1 h 31 min 56 s |
| 54 | Ole Hem                   | Norvège          |    | 1 h 33 min 42 s |
| 55 | Gonçalo Amado             | Portugal         |    |                 |
| 56 | Max Foidl                 | Autriche         |    |                 |
| 57 | Christian Pfäffle         | Allemagne        |    |                 |
| 58 | Keegan Swenson            | États-Unis       |    |                 |
| 59 | Stefano Valdrighi         | Italie           |    |                 |
| 60 | Toki Sawada               | Japon            |    |                 |
| 61 | Luis Rojas                | Argentine        |    |                 |
| 62 | Sebastian Fini Carstensen | Danemark         |    |                 |
| 63 | Evan Mcneely              | Canada           |    |                 |
| 64 | Nícolas Sessler           | Brésil           |    |                 |
| 65 | José Aurelio Hernández    | Mexique          |    |                 |
| 66 | Ruslan Boredskiy          | Russie           |    |                 |
| 67 | Eskil Evensen-Lie         | Norvège          |    |                 |
| 68 | Ben Forbes                | Australie        |    |                 |
| 69 | Niels Rasmussen           | Danemark         |    |                 |
| 70 | Yoshitaka Nakahara        | Japon            |    |                 |
| 71 | Nazaerbieke Bieken        | Chine            |    |                 |
| 72 | Artem Shevtsov            | Ukraine          |    |                 |
| 73 | Guy Niv                   | Israël           |    |                 |
| 74 | Fredrik Haraldseth        | Norvège          |    |                 |
| 75 | Eivind Andreas Roed       | Norvège          |    |                 |
| 76 | Roman Vladykin            | Russie           |    |                 |
| 77 | Peteris Janevics          | Lettonie         |    |                 |
| 78 | Brian Villa               | Argentine        |    |                 |
| 79 | William Mokgopo           | Afrique du Sud   |    |                 |
| 80 | Piotr Konwa               | Pologne          |    |                 |
| 81 | Artem Aleksndrov          | Russie           |    |                 |
| 82 | Alperen Kir               | Turquie          |    |                 |
| 83 | Henrik Fiskadal           | Norvège          |    |                 |
| 84 | Tomas Visnovsky           | Slovaquie        |    |                 |
| 85 | Isak Unal                 | Turquie          |    |                 |
| 86 | Anton Stepanov            | Russie           |    |                 |
| 87 | Toni Tähti                | Finlande         |    |                 |
| 88 | Kohei Maeda               | Japon            |    |                 |
| 89 | Alvaro Macias             | Argentine        |    |                 |
| 90 | Adria Urcelay Tejedor     | Andorre          |    |                 |
| 91 | Sergey Kovalchuk          | Kazakhstan       |    |                 |

| #  | Cycliste                   | Pays           |    | Temps           |
| -- | -------------------------- | -------------- | -- | --------------- |
| 1  | Jolanda Neff               | Suisse         | en | 1 h 17 min 49 s |
| 2  | Margot Moschetti           | France         |    | 1 h 19 min 36 s |
| 3  | Linda Indergand            | Suisse         |    | 1 h 19 min 42 s |
| 4  | Yana Belomoyna             | Ukraine        |    | 1 h 20 min 57 s |
| 5  | Jovana Crnogorac           | Serbie         |    | 1 h 21 min 14 s |
| 6  | Helen Grobert              | Allemagne      |    | 1 h 21 min 36 s |
| 7  | Alice Barnes               | Royaume-Uni    |    | 1 h 22 min 39 s |
| 8  | Pauline Ferrand-Prévot     | France         |    | 1 h 23 min 25 s |
| 9  | Ramona Forchini            | Suisse         |    | 1 h 23 min 29 s |
| 10 | Lisa Mitterbauer           | Autriche       |    | 1 h 23 min 37 s |
| 11 | Lena Putz                  | Allemagne      |    | 1 h 24 min 13 s |
| 12 | Andrea Waldis              | Suisse         |    | 1 h 24 min 39 s |
| 13 | Kate Courtney              | États-Unis     |    | 1 h 25 min 13 s |
| 14 | Perrine Clauzel            | France         |    | 1 h 26 min 10 s |
| 15 | Kristina Kirillova         | Russie         |    | 1 h 26 min 25 s |
| 16 | Yang Ling                  | Chine          |    | 1 h 26 min 41 s |
| 17 | Bethany Crumpton           | Royaume-Uni    |    | 1 h 26 min 54 s |
| 18 | Nadezhda Antonova          | Russie         |    | 1 h 27 min 00 s |
| 19 | Shayna Powless             | États-Unis     |    | 1 h 27 min 09 s |
| 20 | Monika Żur                 | Pologne        |    | 1 h 27 min 21 s |
| 21 | Barbora Machulkova         | Tchéquie       |    | 1 h 27 min 34 s |
| 22 | Lisa Rabensteiner          | Italie         |    | 1 h 28 min 14 s |
| 23 | Haley Smith                | Canada         |    | 1 h 28 min 31 s |
| 24 | Maghalie Rochette          | Canada         |    | 1 h 28 min 40 s |
| 25 | Annemarie Worst            | Pays-Bas       |    | 1 h 29 min 28 s |
| 26 | Olga Terentyeva            | Russie         |    | 1 h 29 min 52 s |
| 27 | Emily Parkes               | Australie      |    | 1 h 29 min 57 s |
| 28 | Catherine Fleury           | Canada         |    | 1 h 30 min 34 s |
| 29 | Serena Tasca               | Italie         |    | 1 h 31 min 15 s |
| 30 | Rachel Pageau              | Canada         |    | 1 h 31 min 21 s |
| 31 | Britt Van Den Boogert      | Pays-Bas       |    | 1 h 31 min 33 s |
| 32 | Candice Neethling          | Afrique du Sud |    | 1 h 32 min 57 s |
| 33 | Ingrid Boe Jacobsen        | Norvège        |    |                 |
| 34 | Anna Konovalova            | Russie         |    |                 |
| 35 | Michela Molina             | Équateur       |    |                 |
| 36 | Joana Oliveira Monteiro    | Portugal       |    |                 |
| 37 | Kaylee Blevins             | États-Unis     |    |                 |
| 38 | Frederique Trudel          | Canada         |    |                 |
| 39 | Andrea Fuentes             | Mexique        |    |                 |
| 40 | Meghan Beltzer             | Israël         |    |                 |
| 41 | Holly Harris               | Australie      |    |                 |
| 42 | Henriette Elvrum Handal    | Norvège        |    |                 |
| 43 | Seika Ainota               | Japon          |    |                 |
| 44 | Diana Espinoza             | Équateur       |    |                 |
| 45 | Sylvi Sommer               | Norvège        |    |                 |
| 46 | Catalia Paz Fuentes Correa | Chili          |    |                 |
| 47 | Ines Gutierrez             | Argentine      |    |                 |

#### Juniors
| #  | Cycliste                    | Pays             |    | Temps           |
| -- | --------------------------- | ---------------- | -- | --------------- |
| 1  | Simon Andreassen            | Danemark         | en | 1 h 08 min 49 s |
| 2  | Egan Bernal                 | Colombie         | +  | 37 s            |
| 3  | Luca Schwarzbauer           | Allemagne        |    | 38 s            |
| 4  | Milan Vader                 | Pays-Bas         |    | 1 min 19 s      |
| 5  | David Horvath               | Allemagne        |    | 2 min 30 s      |
| 6  | Hugo Briatta                | France           |    | 2 min 48 s      |
| 7  | Neïlo Perrin-Ganier         | France           |    | 3 min 53 s      |
| 8  | Neilson Powless             | États-Unis       |    | 3 min 55 s      |
| 9  | Moreno Pellizzon            | Italie           |    | 3 min 56 s      |
| 10 | Filippo Colombo             | Suisse           |    | 4 min 02 s      |
| 11 | David Ashby-Coventry        | Nouvelle-Zélande |    | 4 min 16 s      |
| 12 | Marc-André Fortier          | Canada           |    | 4 min 22 s      |
| 13 | Erik Nordsæter Resell       | Norvège          |    | 4 min 26 s      |
| 14 | Hugo Pigeon                 | France           |    | 4 min 29 s      |
| 15 | Wout Alleman                | Belgique         |    | 4 min 40 s      |
| 16 | Jan Rajchart                | Tchéquie         |    | 4 min 43 s      |
| 17 | Maximilian Brandl           | Allemagne        |    | 4 min 47 s      |
| 18 | Niels Derveaux              | Belgique         |    | 4 min 50 s      |
| 19 | Matěj Průdek                | Tchéquie         |    | 4 min 55 s      |
| 20 | Alessandro Naspi            | Italie           |    | 4 min 55 s      |
| 21 | Antoine Philipp             | France           |    | 5 min 25 s      |
| 22 | Stanislav Antonov           | Russie           |    | 5 min 48 s      |
| 23 | Noah Bloechlinger           | Suisse           |    | 5 min 57 s      |
| 24 | Felix Ritzinger             | Autriche         |    | 6 min 05 s      |
| 25 | Thomas Craig                | Grande-Bretagne  |    | 6 min 14 s      |
| 26 | Lucas Dubau                 | France           |    | 6 min 31 s      |
| 27 | Arsenty Vavilov             | Russie           |    | 6 min 40 s      |
| 28 | Dylan Kerfoot-Robson        | Grande-Bretagne  |    | 6 min 50 s      |
| 29 | Marceli Boguslawski         | Pologne          |    | 6 min 57 s      |
| 30 | Joshua Dubau                | France           |    | 6 min 58 s      |
| 31 | Frazer Clacherty            | Grande-Bretagne  |    | 7 min 03 s      |
| 32 | Erik Haegstad               | Norvège          |    | 7 min 22 s      |
| 33 | Robin Hofmann               | Allemagne        |    | 7 min 36 s      |
| 34 | Pierre De Froidmont         | Belgique         |    | 7 min 50 s      |
| 35 | Jack Compton                | Nouvelle-Zélande |    | 8 min 02 s      |
| 36 | Matej Ulik                  | Slovaquie        |    | 8 min 36 s      |
| 37 | Max Wiklund-Hellstadius     | Suède            |    | 8 min 39 s      |
| 38 | Mitchell Greenway           | Australie        |    | 8 min 45 s      |
| 39 | Rok Naglic                  | Slovénie         |    | 8 min 59 s      |
| 40 | Gerardo Ulloa               | Mexique          |    | 9 min 06 s      |
| 41 | Rhys Verner                 | Canada           |    | 9 min 09 s      |
| 42 | Eirik Pettersen             | Norvège          |    | 9 min 27 s      |
| 43 | Jonas Lindberg              | Danemark         |    | 9 min 33 s      |
| 44 | Nikolay Melnikov            | Russie           |    | 9 min 41 s      |
| 45 | Manuel Cid de la Paz        | Argentine        |    | 9 min 45 s      |
| 46 | Garrett Gerchar             | États-Unis       |    | 9 min 45 s      |
| 47 | Sigurd Salberg Pedersen     | Norvège          |    | 9 min 55 s      |
| 48 | Martin Setterberg           | Suède            |    | 10 min 05 s     |
| 49 | Petter Fagerhaug            | Norvège          |    | 10 min 13 s     |
| 50 | Guy Leshem                  | Israël           |    | 10 min 23 s     |
| 51 | Dmitry Aleksandrov          | Russie           |    | 10 min 42 s     |
| 52 | Alfredo Rodríguez           | Mexique          |    | 10 min 46 s     |
| 53 | Felix Belhumeur             | Canada           |    | 10 min 52 s     |
| 54 | József Krisztián Kádi       | Hongrie          |    | 11 min 03 s     |
| 55 | Thibault Daniel             | France           |    | 11 min 12 s     |
| 56 | Alan Hatherly               | Afrique du Sud   |    | 11 min 18 s     |
| 57 | Filip Sklenarik             | Slovaquie        |    | 11 min 27 s     |
| 58 | Landen Beckner              | États-Unis       |    | 11 min 33 s     |
| 59 | Anders Bregnhoj             | Danemark         |    | 13 min 37 s     |
| 60 | Juan Jose Rincón            | Colombie         |    | 37 min 17 s     |
| 61 | Joris Nieuwenhuis           | Pays-Bas         |    | - 1 tour        |
| 62 | Rodrigo Serafin             | Portugal         |    | - 1 tour        |
| 63 | Reece Tucknott              | Australie        |    | - 1 tour        |
| 64 | Márton Dina                 | Hongrie          |    | - 1 tour        |
| 65 | Marius Grondahl Andresen    | Norvège          |    | - 1 tour        |
| 66 | Zsombor Palumby             | Hongrie          |    | - 1 tour        |
| 67 | Carson Beckett              | États-Unis       |    | - 1 tour        |
| 68 | Nick Van Pol                | Belgique         |    | - 1 tour        |
| 69 | Felix Burke                 | Canada           |    | - 1 tour        |
| 70 | Guillaume Larose-Gingras    | Canada           |    | - 1 tour        |
| 71 | Ainur Akhmetov              | Russie           |    | - 1 tour        |
| 72 | Javier Jiménez              | Espagne          |    | - 1 tour        |
| 73 | Luke Brame                  | Australie        |    | - 1 tour        |
| 74 | Masaki Yamada               | Japon            |    | - 1 tour        |
| 75 | Kirill Smirnov              | Russie           |    | - 1 tour        |
| 76 | Gonzalo Artal               | Argentine        |    | - 1 tour        |
| 77 | Felix Smalley               | Australie        |    | - 1 tour        |
| 78 | Tomass Iljenko              | Lettonie         |    | - 2 tours       |
| 79 | Rodrigo Navarro             | Argentine        |    | - 2 tours       |
| 80 | Robin Thyrstedt             | Suède            |    | - 2 tours       |
| 81 | Yunus Emre Yılmaz.          | Turquie          |    | - 2 tours       |
| 82 | Daniel Dina                 | Hongrie          |    | - 2 tours       |
| 83 | Ben Oliver                  | Nouvelle-Zélande |    | - 2 tours       |
| 84 | Luciano Martínez            | Argentine        |    | - 2 tours       |
| 85 | Kostiantyn Prykhodko        | Ukraine          |    | - 2 tours       |
| 86 | Tobias Eise                 | Allemagne        |    | - 2 tours       |
| 87 | Sandro Trevisani            | Suisse           |    | - 3 tours       |
| 88 | Kirill Tarassov             | Estonie          |    | - 3 tours       |
|    | Peter Zupančič              | Slovénie         |    | abandon         |
|    | Sasu Halme                  | Finlande         |    | abandon         |
|    | Leonardo Aparecido Cruvinel | Brésil           |    | abandon         |
|    | Gareth Cannon               | Nouvelle-Zélande |    | abandon         |
|    | Hans Kristian Rudland       | Norvège          |    | abandon         |
|    | Ramon Lauener               | Suisse           |    | abandon         |
|    | Michael Potter              | Australie        |    | abandon         |
|    | Sean Bennett                | États-Unis       |    | abandon         |
|    | Roman Lehký                 | Tchéquie         |    | abandon         |
|    | Tristan de Lange            | Namibie          |    | pas au départ   |
|    | Ari Hirabayashi             | Japon            |    | pas au départ   |

| #  | Cycliste            | Pays             |    | Temps           |
| -- | ------------------- | ---------------- | -- | --------------- |
| 1  | Nicole Koller       | Suisse           | en | 1 h 06 min 16 s |
| 2  | Malene Degn         | Danemark         | +  | 1 min 06 s      |
| 3  | Sina Frei           | Suisse           |    | 1 min 27 s      |
| 4  | Alessandra Keller   | Suisse           |    | 1 min 49 s      |
| 5  | Barbora Průdková    | Tchéquie         |    | 2 min 10 s      |
| 6  | Evie Richards       | Grande-Bretagne  |    | 3 min 00 s      |
| 7  | Isla Short          | Grande-Bretagne  |    | 4 min 51 s      |
| 8  | Chiara Teocchi      | Italie           |    | 5 min 51 s      |
| 9  | Marlena Drozdziok   | Pologne          |    | 5 min 52 s      |
| 10 | Greta Seiwald       | Italie           |    | 6 min 13 s      |
| 11 | Antonia Daubermann  | Allemagne        |    | 6 min 39 s      |
| 12 | Marine Lewis        | Canada           |    | 7 min 05 s      |
| 13 | Ffion James         | Grande-Bretagne  |    | 7 min 26 s      |
| 14 | Tatiana Kuznetcova  | Russie           |    | 7 min 31 s      |
| 15 | Marit Sveen         | Norvège          |    | 8 min 04 s      |
| 16 | Jana Czeczinkarová  | Tchéquie         |    | 9 min 02 s      |
| 17 | Aline Seitz         | Suisse           |    | 9 min 16 s      |
| 18 | Laure Souty         | France           |    | 10 min 14 s     |
| 19 | Nadja Heigl         | Autriche         |    | 10 min 39 s     |
| 20 | Marlo Koevoet       | Pays-Bas         |    | 11 min 03 s     |
| 21 | Harriet Beaven      | Nouvelle-Zélande |    | 12 min 12 s     |
| 22 | Cléa Cochelin       | France           |    | 12 min 48 s     |
| 23 | Anna Gabrielsen     | Norvège          |    | 12 min 57 s     |
| 24 | Marina Semenova     | Russie           |    | 13 min 07 s     |
| 25 | Lisa Neumuller      | Allemagne        |    | 13 min 32 s     |
| 26 | Frances Du Toit     | Afrique du Sud   |    | 13 min 38 s     |
| 27 | Ksenia Lepikhina    | États-Unis       |    | 14 min 33 s     |
| 28 | Soren Meeuwisse     | Canada           |    | 15 min 28 s     |
| 29 | Laurie Arseneault   | Canada           |    | 17 min 00 s     |
| 30 | Meda Petrusauskaite | Lituanie         |    | 18 min 40 s     |
| 31 | Shea Chavez         | États-Unis       |    | 22 min 09 s     |
| 32 | Patrycja Piotrowska | Pologne          |    | - 1 tour        |
| 33 | Ana Sofia Silvestre | Portugal         |    | - 1 tour        |
| 34 | Megan Williams      | Australie        |    | - 1 tour        |
| 35 | Brenda Santoyo      | Mexique          |    | - 1 tour        |
| 36 | Paige Foxcroft      | Canada           |    | - 1 tour        |
| 37 | Dayana Garcia       | Mexique          |    | - 1 tour        |
|    | Bianca Haw          | Afrique du Sud   |    | abandon         |
|    | Ellie Wale          | Australie        |    | abandon         |
|    | Sarah Bauer         | Allemagne        |    | pas au départ   |

#### Relais mixte
| #  | Cycliste                                                                        |    | Temps       |
| -- | ------------------------------------------------------------------------------- | -- | ----------- |
| 1  | France Jordan Sarrou Hugo Pigeon Pauline Ferrand-Prévot Maxime Marotte          | en | 52 min 02 s |
| 2  | Suisse Andri Frischknecht Filippo Colombo Jolanda Neff Nino Schurter            |    | 52 min 47 s |
| 3  | Tchéquie Krystof Bogar Jan Rajchart Kateřina Nash Jaroslav Kulhavý              |    | 52 min 57 s |
| 4  | États-Unis Todd Wells Neilson Powless Lea Davison Keegan Swenson                |    | 53 min 27 s |
| 5  | Allemagne Julian Schelb Luca Schwarzbauer Sabine Spitz Manuel Fumic             |    | 53 min 33 s |
| 6  | Australie Daniel McConnell Cameron Ivory Rebecca Henderson Reece Tucknott       |    | 53 min 38 s |
| 7  | Canada Leandre Bouchard Geoff Kabush Marc-André Fortier Catharine Pendrel       |    | 53 min 55 s |
| 8  | Pays-Bas Rudi van Houts Joris Nieuwenhuis Anne Terpstra Michiel van der Heijden |    | 54 min 15 s |
| 9  | Danemark Sebastian Fini Niels Rasmussen Annika Langvad Simon Andreassen         |    | 54 min 18 s |
| 10 | Espagne José Antonio Hermida Pablo Rodríguez Guede Javier Jiménez Rocio Martín  |    | 54 min 51 s |
| 11 | Suède Emil Lindgren Axel Lindh Kajsa Snihs Max Wiklund-Hellstadius              |    | 55 min 03 s |
| 12 | Norvège Sondre Kristiansen Erik Nordsæter Resell Ingrid Boe Jacobsen Ola Kjören |    | 55 min 06 s |
| 13 | Ukraine Serhiy Rysenko Oleksiy Zavolokin Yana Belomoyna Kostiantyn Prykhodko    |    | 55 min 39 s |
| 14 | Autriche Alexander Gehbauer Max Foidl Felix Ritzinger Elisabeth Osl             |    | 55 min 46 s |

| #  | Cycliste                                                                      |    | Temps           |
| -- | ----------------------------------------------------------------------------- | -- | --------------- |
| 15 | Belgique Bart De Vocht Niels Derveaux Githa Michiels Ruben Scheire            | en | 56 min 00 s     |
| 16 | Russie Timofei Ivanov Anton Stepanov Anna Konovalova Arsenty Vavilov          |    | 56 min 29 s     |
| 17 | Italie Luca Braidot Moreno Pellizzon Eva Lechner Andrea Righettini            |    | 56 min 32 s     |
| 18 | Slovaquie Frantisek Lami Filip Sklenarik Janka Keseg Števková Michal Lami     |    | 57 min 10 s     |
| 19 | Afrique du Sud Gert Heyns Candice Neethling Alan Hatherly Philip Buys         |    | 57 min 55 s     |
| 20 | Mexique Ignacio Torres José Aurelio Hernández Daniela Campuzano Gerardo Ulloa |    | 57 min 58 s     |
| 21 | Argentine Luis Rojas Agustina Apaza Gonzalo Artal Darío Gasco                 |    | 59 min 08 s     |
| 22 | Grande-Bretagne Iain Paton Dylan Kerfoot-Robson Alice Barnes Grant Ferguson   |    | 1 h 00 min 09 s |
| 23 | Portugal Mário Miranda Costa Rodrigo Serafin Joana Monteiro Gonçalo Amado     |    | 1 h 00 min 28 s |
| 24 | Japon Kohei Yamamoto Toki Sawada Mio Suemasa Ari Hirabayashi                  |    | 1 h 00 min 34 s |
| 25 | Israël Shlomi Haimy Guy Niv Guy Leshem Meghan Beltzer                         |    | 1 h 00 min 45 s |
| 26 | Finlande Toni Tahti Sasu Halme Sonja Kallio Jukka Vastaranta                  |    | 1 h 03 min 55 s |
| 27 | Turquie Isak Unal Esra Kurkcu Yunus Emre Yılmaz Abdülkadir Kelleci            |    | 1 h 05 min 47 s |

### Cross-country éliminatoire
| #  | Cycliste                | Pays           |
| -- | ----------------------- | -------------- |
| 1  | Fabrice Mels            | Belgique       |
| 2  | Emil Lindgren           | Suède          |
| 3  | Kévin Miquel            | France         |
| 4  | Daniel Federspiel       | Autriche       |
| 5  | Martin Gluth            | Allemagne      |
| 6  | Catriel Soto            | Argentine      |
| 7  | Emil Linde              | Suède          |
| 8  | Marcel Wildhaber        | Suisse         |
| 9  | Ralph Näf               | Suisse         |
| 10 | Simon Stiebjahn         | Allemagne      |
| 11 | Axel Lindh              | Suède          |
| 12 | Krystof Bogar           | Tchéquie       |
| 13 | Thomas Litscher         | Suisse         |
| 14 | Andrea Tiberi           | Italie         |
| 15 | Patrick Lüthi           | Suisse         |
| 16 | Luiz Cocuzzi            | Brésil         |
| 17 | Matthias Wengelin       | Suède          |
| 18 | Martin Setterberg       | Suède          |
| 19 | Jeroen Van Eck          | Pays-Bas       |
| 20 | Sepp Freiburghaus       | Suisse         |
| 21 | Gregor Raggl            | Autriche       |
| 22 | Robin Thyrstedt         | Suède          |
| 23 | Matiss Preimanis        | Lettonie       |
| 24 | Sebastian Kartfjord     | Norvège        |
| 25 | Philip Buys             | Afrique du Sud |
| 26 | Paul van der Ploeg      | Australie      |
| 27 | Miha Halzer             | Slovénie       |
| 28 | Max Wiklund-Hellstadius | Suède          |
| 29 | Martin Fanger           | Suisse         |
| 30 | Raphaël Gagné           | Canada         |
| 31 | Kevin Berginc           | Slovénie       |

| #  | Cycliste            | Pays       |
| -- | ------------------- | ---------- |
| 1  | Kathrin Stirnemann  | Suisse     |
| 2  | Linda Indergand     | Suisse     |
| 3  | Ingrid Bøe Jacobsen | Norvège    |
| 4  | Jenny Rissveds      | Suède      |
| 5  | Ramona Forchini     | Suisse     |
| 6  | Anna Oberparleiter  | Italie     |
| 7  | Elisabeth Sveum     | Norvège    |
| 8  | Kajsa Snihs         | Suède      |
| 9  | Lisa Mitterbauer    | Autriche   |
| 10 | Anne Terpstra       | Pays-Bas   |
| 11 | Greta Seiwald       | Italie     |
| 12 | Barbara Benkó       | Hongrie    |
| 13 | Lucie Vesela        | Tchéquie   |
| 14 | Rachel Pageau       | Canada     |
| 15 | Kaylee Blevins      | États-Unis |
| 16 | Lena Putz           | Allemagne  |
| 17 | Emily Parkes        | Australie  |
| 18 | Holly Harris        | Australie  |
| 19 | Peta Mullens        | Australie  |
| 20 | Kate Courtney       | États-Unis |
| 21 | Shayna Powless      | États-Unis |
| 22 | Maaris Meier        | Estonie    |
| 23 | Evelyn Dong         | États-Unis |
| 24 | Ellie Wale          | Australie  |
| 25 | Eri Yonamine        | Japon      |

## Tableau des médailles
| Rang | Nation          | Or | Argent | Bronze | Total |
| ---- | --------------- | -- | ------ | ------ | ----- |
| 1    | France          | 4  | 5      | 3      | 12    |
| 2    | Suisse          | 3  | 3      | 2      | 8     |
| 3    | Grande-Bretagne | 3  | 3      | 1      | 7     |
| 4    | Allemagne       | 2  | 1      | 3      | 6     |
| 5    | Espagne         | 1  | 3      | 2      | 6     |
| 6    | Danemark        | 1  | 1      | 0      | 2     |
| 7    | Belgique        | 1  | 0      | 1      | 2     |
| 8    | Australie       | 1  | 0      | 1      | 2     |
| 8    | Canada          | 1  | 0      | 0      | 1     |
| 8    | Pays-Bas        | 1  | 0      | 0      | 1     |
| 8    | Slovaquie       | 1  | 0      | 0      | 1     |
| 12   | Colombie        | 0  | 1      | 0      | 1     |
| 12   | Russie          | 0  | 1      | 0      | 1     |
| 12   | Suède           | 0  | 1      | 0      | 1     |
| 15   | États-Unis      | 0  | 0      | 2      | 2     |
| 16   | Irlande         | 0  | 0      | 1      | 1     |
| 16   | Italie          | 0  | 0      | 1      | 1     |
| 16   | Norvège         | 0  | 0      | 1      | 1     |
| 16   | Tchéquie        | 0  | 0      | 1      | 1     |
|      | Total           | 19 | 19     | 19     | 57    |